# Machaerium spicatum
Machaerium spicatum är en ärtväxtart som beskrevs av João Geraldo Kuhlmann och Frederico Carlos Hoehne. Machaerium spicatum ingår i släktet Machaerium och familjen ärtväxter. Inga underarter finns listade i Catalogue of Life.